# Poltávshchina
Poltávshchina (en ucraniano Полтавщина, traducido a veces como Poltávshchena o Poltávshchyna) es una región histórico-etnográfica del centro de Ucrania. Corresponde a la parte oriental de una región mayor, Nadnipriánshchina (Наддніпрянщина), mientras que la occidental se denomina Kiévshchina (Київщина, Kyivshchyna o Kéivshchena).
También se denomina de esta manera a la provincia de Poltava propiamente dicha.